# عروج مریم
عروج مریم (به انگلیسی: Assumption of Mary) یا عروج مریم به عرش، عقیده‌ای در نزد کلیسای کاتولیک، ارتدوکس شرقی و بخشی از انگلیکان می‌باشد. بر اساس این باور جسم و روح مریم مادر مسیح، پس از پایان زندگیش در دنیا به سوی عرش منتقل می‌گردد.
این باور در سال ۱۹۵۰ با حکم پاپ پیوس دوازدهم به «اصل ایمانی» کاتولیک‌ها تبدیل شد. به اعتقاد مسیحیت‌شناسان این برای نخستین بار در تاریخ مسیحیت بود که یک پاپ با استفاده از جزم‌اندیشی عصمت پاپی چنین حکمی صادر ‌کرد. ارتدکس‌های شرقی و مشرقی از جمله پیروانِ کلیسای حواری ارمنی معتقدند که مریم در آرامش معنوی جان سپرد و پس از سه روز جسمش به آسمان رفت و در آنجا به روح مریم پیوست. برخلاف کلیسای کاتولیک، کلیساهای مسیحیت شرقی این باور را به اصل ایمانی تبدیل نکرده‌اند.
کارل گوستاو یونگ، تبدیل این باور به اصل ایمانی را مهم‌ترین رویداد تاریخ مسیحیت پس از اصلاحات پروتستانی می‌داند و معتقد است که با این حکم، زن در مسیحیت مقامی الهی یافت.

## ریشه‌ها
شکل‌گیری این آموزه ریشه در جشنی دارد که در امپراتوری بیزانس آغاز شد. این جشن که در روز ۱۵ آگوست برگزار می‌شد، در قرن‌های آغازین مسیحیت، بزرگداشت باردار شدن مریم به عیسی بود. بنا به کتاب یوبیل، یکی از کتاب‌های آپوکریفایی یهودی، که در قرن دوم پیش از میلاد تألیف شد و به رغم شهرت و محبوبیتش، هرگز بخت آن را نداشت که در میان کتب قانونی کتاب مقدس جای بگیرد، در نیمۀ ماه ششم سارا به اسحاق باردار شد و در نیمۀ ماه سوم، همزمان با جشن پنجاهه، اسحاق متولد شد. مسیحیت اولیه اسحاق را الگوی عیسی می‌دانست. همان گونه که اسحاق با تولد معجزه‌آسایش، قوم اسرائیل را پدید آورد، عیسی نیز با تولد معجزه‌آسایش «اسرائیل جدید» یا جامعۀ مسیحیان را پدید آورد. همچنین قربانی ناتمام اسحاق به دست ابراهیم نیز با قربانی شدن عیسی بر صلیب مقایسه می‌شد. بر این اساس چندان شگفت نیست که مسیحیان نیز در قرون نخست میلادی، معتقد بودند که زمان انعقاد و تولد عیسی مقارن اسحاق بوده است: در نیمۀ ماه ششم، یا ۱۵ آگوست مریم به عیسی باردار شد و در نیمۀ ماه سوم یا ۱۵ می عیسی متولد شد.
در قرن‌های بعد با تغییر زمان تولد عیسی از ۱۵ می به ژانویه و سپس دسامبر، زمان انعقاد او نیز ناگزیر از ۱۵ آگوست به ۲۵ مارس تغییر یافت. اما جشن ۱۵ آگوست تا این زمان به قدری عمومیت یافته بود که کنار گذاشتن آن ممکن نبود. در نتیجه با حفظ مراسم و مناسک جشن، تنها محتوای آن تغییر یافت و به جای بزرگداشت بارداری مریم، به بزرگداشت «به خواب رفتن» (Dormition) مریم تبدیل شد. هنگامی که این جشن از بیزانس به اروپای غربی رسید، محتوای آن بار دیگر تغییر یافت. مسیحیان غرب اصطلاح «عروج» (Assumption) را جایگزین اصطلاح به خواب رفتن کردند تا تأکید بیشتری بر جلال بدن و روح مریم داشته باشد. بدین ترتیب گرچه در شمایل نگاری مسیحیت شرقی مضمون «خواب» مریم بسیار رایج است، اما عروج مریم کمتر به تصویر کشیده شده است. در مقابل، در اروپای غربی از قرن ۱۳ میلادی مضمون عروج مریم به طور گسترده در تزیینات کلیساها به کار می‌رفت و در طول دوره‌های رنسانس و باروک، به موضوع محبوبی برای مجسمه‌های محراب تبدیل شده بود. در این آثار هنری مریم را می‌بینیم که در حال دعا و با حمایت فرشتگان از مقبرۀ گشودۀ خود به آسمان می‌رود و حواریون با حیرت در اطرافش ایستاده‌اند. تا مدت‌ها در پذیرش روایت عروج مریم تردیدهایی وجود داشت، اما در پایان قرون وسطی، این باور در شرق و غرب مورد پذیرش عمومی قرار گرفته بود.

## الهیات
در کتاب مقدس هیچ اشارۀ صریحی به عروج مریم وجود ندارد، با این حال پاپ پیوس دوازدهم در فرمان خود اصرار دارد که کتاب مقدس مبنای نهایی این باور است. می‌توان این گونه گفت که این باور از کتاب مقدس استنباط شده، گرچه به صراحت در آن بیان نشده است.
کتاب مقدس بیان می‌کند که همچنان که با آدم، گناه و در نتیجه مرگ به جهان وارد شد، با مسیح پاکی از گناه و در نتیجه حیات بر جهان حکمفرما شد. نتیجۀ ضمنی این باور آن است که اگر کسی به طور کامل از گناه پاک باشد، از مرگ هم رها خواهد شد، همان طور که مسیح مرگ را شکست داد و رستاخیز کرد. در باور کاتولیکی مریم به سبب پیوند عمیق با عیسی، هنگامی که به عیسی آبستن شد، از گناه نخستین پاک گشت. نتیجۀ این باور آن خواهد بود که مریم هرگز اسیر مرگ نشد و ناگزیر زنده به آسمان عروج کرد. 
کتاب مقدس بارها عیسی را آدم جدید می‌خواند. چرا که همچنان که تمامی انسان‌ها در آدم اول، دچار گناه و مرگ شدند، با آدم جدید نیز همه از گناه و مرگ رهایی یافتند. در نوشته‌های آبای کلیسا، این استعاره گسترش یافته و در کنار آدم جدید، حوّای جدیدی نیز افزوده شده است که مریم باشد. حوّای اول ثابت کرد که نه تنها یاور خوبی برای آدم نیست، بلکه به واقع شایستۀ نام حوّا نیست که یعنی «مادر زندگان». به بیانی او مادر مردگان است، زیرا او آدم را به گناه کشاند و بدین ترتیب در ابتلای انسان‌ها به مرگ همدست آدم بود.
در مقابل، مریم، حوّای جدید، با آبستن شدن و زادن آدم جدید، عیسی مسیح، که بنا بود تمام انسان‌ها در او حیات یابند، به حق شایستۀ عنوان «مادر زندگان» است. بدین ترتیب همان طور که هر حکمی که خداوند برای آدم تعیین کرد، بر حوّا نیز جاری شد، هر حکمی که برای مسیح تعیین شود نیز به درجه‌ای، بر مریم جاری خواهد بود: پاک شدن از گناه به هنگام لقاح، و مصون ماندن از مرگ به هنگام عروج.